# كريس هيجارد
كريس هيجارد (بالإنجليزية: Chris Hegardt)‏ هو لاعب كرة قدم أمريكي في مركز الوسط، ولد في 6 يناير 2002 في سان دييغو في الولايات المتحدة. لعب مع تاكوما ديفنس وسياتل ساوندرز.

## وصلات خارجية
- كريس هيجارد على موقع الدوري الأمريكي (الإنجليزية)
- كريس هيجارد على موقع قاعدة بيانات كرة القدم.إي يو (الإنجليزية)
- كريس هيجارد على موقع Soccerway.com (الإنجليزية)